# 타이타늄 시큐리티 아레나
타이타늄 시큐리티 아레나(Titanium Security Arena)는 오스트레일리아 사우스오스트레일리아주 애들레이드에 위치한 실내 경기장이다. NBL 애들레이드 서티식서스의 홈 경기장으로 사용되고 있다.